# Distretto di Xiaodian
Il distretto di Xiaodian (小店区S, Xiǎodiàn QūP) è un distretto della Cina, situato nella provincia dello Shanxi e amministrato dalla prefettura di Taiyuan.